# فرد كوك (لاعب كرة قدم أمريكية)
فرد كوك (بالإنجليزية: Fred Cook)‏ هو لاعب كرة قدم أمريكية أمريكي، ولد في 15 أبريل 1952 في باسكاغولا في الولايات المتحدة.

## وصلات خارجية
- فرد كوك على موقع مرجع كرة القدم المحترفة.كوم (الإنجليزية)